# Ezequiel Ruiz
Ezequiel Eduardo Ruiz (16 settembre 1995) è un calciatore argentino, attaccante dei Qala Saints.

## Caratteristiche tecniche
È una mezza punta.

## Carriera
Cresciuto nelle giovanili dell'Arsenal Sarandí, debutta in prima squadra il 27 febbraio 2015 sostituendo Hernán Fredes al 71' del match pareggiato per 1-1 contro il Nueva Chicago.